# Atiês
Atiês, aquiês ou esquiês (attie, akye ou skye) são um grupo étnico da Costa do Marfim que vive a oeste do rio Comoé e ao norte da cidade de Abijã. Embora comumente classificados como parte dos povos da lagoa da Costa do Marfim, estão intimamente ligados aos anins e baúles dos grupos acãs.